# Кулёмин, Вячеслав Валерьевич
Вячесла́в Вале́рьевич Кулёмин (14 июня 1990, Ногинск, СССР) — российский хоккеист, нападающий.

## Карьера
Воспитанник хоккейной школы Кристалл (г. Электросталь). В 2007 году начал привлекаться в молодёжную команду. В 2008 году был вызван в молодёжную сборную России, юношей не старше 18 лет. Вместе с командой завоевал серебряные медали первенства.
Дебютировал за основной состав ЦСКА в сезоне КХЛ 2008/2009
Основательно закрепился в основной команде в последующих сезонах КХЛ 2009/2010 и 2010/2011. Чередовал игры за основную команду с играми в молодёжной хоккейной лиге в составе «Красной армии». Является обладателем кубка Харламова. Автор золотой шайбы «Красной Армии» в четвёртом матче финальной серии. Первую шайбу за основную команду, забросил в ворота рижского «Динамо». Сезон 2012/2013 провёл за подмосковный «Витязь», далее пять лет отыграл за нижегородское «Торпедо».
5 октября 2018 года после просмотрового контракта пополнил состав московского «Динамо».

## Статистика
| Легенда | Легенда                    | Легенда | Легенда                   | Легенда | Легенда    |
| ------- | -------------------------- | ------- | ------------------------- | ------- | ---------- |
| И       | Количество проведённых игр | Штр     | Штрафное время            | +/−     | Плюс-минус |
| Г       | Голы                       | П       | Голевые передачи          | О       | Очки       |
| -       | Статистика неизвестна      | —       | Статистика не учитывалась |         |            |

### Клубная карьера
- a В «Плей-офф» учитывается статистика игрока в Кубке Надежды.

## Достижения

### Командные
Юниорская карьера
| Год  | Команда       | Достижение                 | Достижение |
| ---- | ------------- | -------------------------- | ---------- |
| 2011 | Красная Армия | Обладатель Кубка Харламова |            |
| 2012 | Красная Армия | Серебряный призёр МХЛ      |            |

Россия
| Год  | Команда       | Достижение                                          | Достижение |
| ---- | ------------- | --------------------------------------------------- | ---------- |
| 2008 | ЦСКА-2 Москва | Бронзовый призёр Первой лиги (регион «Запад−Центр») |            |
| 2009 | ЦСКА-2 Москва | Бронзовый призёр Первой лиги (регион «Центр»)       |            |

Международные
| Год  | Команда         | Достижение                                   | Достижение |
| ---- | --------------- | -------------------------------------------- | ---------- |
| 2008 | Россия (юниор.) | Серебряный призёр юниорского чемпионата мира |            |